# فرس البحر الباتاغوني
فرس البحر الباتاغوني (الاسم العلمي:Hippocampus patagonicus) هو نوع من الأسماك يتبع جنس فرس البحر من فصيلة زمارات البحر.